# Kamadolli, Kundgol
Kamadolli là một làng thuộc tehsil Kundgol, huyện Dharwad, bang Karnataka, Ấn Độ.